# Neurey-en-Vaux
Neurey-en-Vaux település Franciaországban, Haute-Saône megyében. Lakosainak száma 139 fő (2022. január 1.). Neurey-en-Vaux La Villedieu-en-Fontenette, Équevilley, Flagy, Meurcourt, Le Val-Saint-Éloi, Varogne, La Villeneuve-Bellenoye-et-la-Maize és Vilory községekkel határos.

## Népesség
A település népességének változása:
| Lakosok száma | 160  | 171  | 182  | 176  | 176  | 176  | 163  | 151  | 139  |
|               | 2013 | 2015 | 2016 | 2017 | 2018 | 2019 | 2020 | 2021 | 2022 |